# Det babyloniske fangenskab
Det babyloniske fangenskab er den sædvanlige betegnelse for jødernes ophold i Babylonien efter Jerusalems erobring (597 og 586—538 f. Kr.). Et stort antal jøder blev ifølge Bibelen ført til Babylon, hvor de boede de næste 70 år. Ødelæggelsen af det første tempel i Jerusalem og hele det jødiske samfund fik store konsekvenser for jødisk kultur og praksis. Det var under dette eksil, at store dele at Torahen blev til.
Juda rige ("Sydriget") var den ene efterfølger af det delte Israel, fordi det lå omkring Jerusalem og bestod af stammerne Juda og Benjamin. Flere profeter havde forudsagt ødelæggelsen af Juda og Jerusalem og profeteret, at det var Guds straf på grund af folkets afgudsdyrkelse.

## Baggrund
I 597 f.Kr. måtte Jerusalem, hvis konge Jojakim havde brudt sin troskabsed til Nebukadnesar, overgive sig til ham. Folket straffedes ved, at kongen (Jekonja, Jojakims søn og efterfølger) med flere tusind af de rigeste familier bortførtes. Det var en fremgangsmåde, der anvendtes af assyrerne over for Israels rige 722. Sidkija blev indsat som konge, men da han uden at lytte til advarende røster sammen med nogle af de omboende småstater og Ægypten rejste sig mod kaldæerne, kom Nebukadnesar tilbage og belejrede Jerusalem, der blev plyndret og ødelagt i juli 586f.Kr.
Naboerne, især edomitterne, deltog i plyndringerne. Templets skatte røvedes og bortførtes, byen brændtes og kongen med en skare beboerne førtes bort til Babel; kun de fattigste blev ladt tilbage. Om livet i Palæstina, hvor Gedalja indsattes, men kort efter myrdedes, vides ikke meget andet end, at jøderne delvis blandede sig med den øvrige befolkning.

## De deporterede
Om de deporterede har vi nogle antydninger hos Ezekiel, som var blandt de i 597 f.Kr. bortførte, og Jeremias, som i Palæstina fulgte begivenhedernes gang. Det ses, at de dannede særlige kolonier med egne ejendomme og egen forfatning. De drev agerbrug og handel, og mange erhvervede sig rigdomme. Jeremias skrev til de først bortførte og opfordrede dem til at slå sig til tåls med deres skæbne, bygge huse, anlægge haver, stifte familie og arbejde på deres ny hjemlands velfærd, og han advarede mod profeter, som søgte at vække utilfredshed iblandt dem (kapitel 29). At mange befandt sig vel i de nye forhold ses af, at adskillige ikke benyttede tilladelsen til at drage hjem 538.

## Betydning
Den store katastrofe fik afgørende betydning for jødernes nationale og religiøse liv. Nationen havde fået et alvorligt knæk, og såvel sorgen og skammen over nederlaget som de deporteredes længsel efter hjemlandet og hadet til undertrykkerne gav sig stærke udtryk (Klagesangene; Salme 137, Jes. 34 ff.). Den religiøse stemning blev stærkt pessimistisk. Syndsbevidsthed og syndsbekendelser spillede en stor rolle fra eksilets tid. Ulykken føltes begrundet i folkets egen skyld, og denne bestod i frafald fra Jahve, folkets gud. Dette prægede siden folkets opfattelse af dets egen historie; denne sås som en fortsat kæde af forsyndelser. Mens de tidligere profeter forkyndte, at folket først senere var blevet fordærvet, fremstillede Ezekiel det som bundfordærvet fra første begyndelse (kapitel 16). De gamle historiske skrifter, der nu redigeredes, blev forsynede med indledninger og en »ramme«, hvor historien bedømmes ud fra det synspunkt: Israel har stadig forsyndet sig mod Jahve og derfor pådraget sig ulykken. Da tempelkultus siden 622 f.Kr. var forbudt uden for Jerusalem, ophørte den ved Jerusalems fald. De deporterede måtte leve i forventningen om dens genoprettelse og indtil da bevare sig rene blandt de urene hedninger. Derfor betonedes særlig det, der sondrer dem fra disse: renhedsbestemmelser, omskærelse, sabbat. Den store rolle, som håbet til fremtiden spillede, viser sig i Ezekiel’s profeti om, at folket skulle genoprejses (kapitel 34—37), og den plan, han udkastede for organisation og kultus efter hjemvendelsen (40—48). Dette håb fik et fast holdepunkt, da Kyros på sin sejrsgang vendte sig mod Babylon (546). På det tidspunkt optrådte Deuterojesaja (forfatter af Jes. 40—66). Han forkyndte, at Israel nu havde betalt sin syndeskyld, og at befrielsens time var kommet. Kyros var kaldet af Jahve for at fuldbyrde dommen over Babylon, fordi det havde plaget Israel ud over det retfærdige mål. Han så eksilet som et middel til Jahves forherligelse. Jahve havde bortført Israel for at hævde sin egen retfærdighed og frigav det nu ligeledes af egen fri vilje; han skaber hele historien, og andre folks guder er magtesløse. Gennem eksilet udfoldedes således monoteismens idé. Israel havde ifølge Deuterojesaja her en opgave over for andre folk, som dog kun er taget op af de trofaste »lidende«. Nu var lidelsen forbi og en herlighedstid forestod.

## Hjemvenden
I 538 gav Kyros tilladelse til hjemrejse. De hjemvendendes forventninger opfyldtes ikke. Det lykkedes vel ved Haggajs og Sakarjas tilskyndelse at få bygget templet i 516 f.Kr. men ellers blev alt som før. Først 445 i lykkedes det Nehemja at genskabe den jødiske menighed. De anspændte fremtidsforhåbninger hos eksilets profeter levede stadig op og var bestemmende for den senere tid. Mere og mere udvikles derved det præg af fjernhed fra virkeligheden, som i særlig grad kendetegnede en profet som Ezekiel. Om den babylonske indflydelse på Israels forestillinger og skikke har strakt sig i denne periode, er det vanskeligt at afgøre, da en sådan påvirkning havde fundet sted fra den ældste tid.